# Svartiskungen

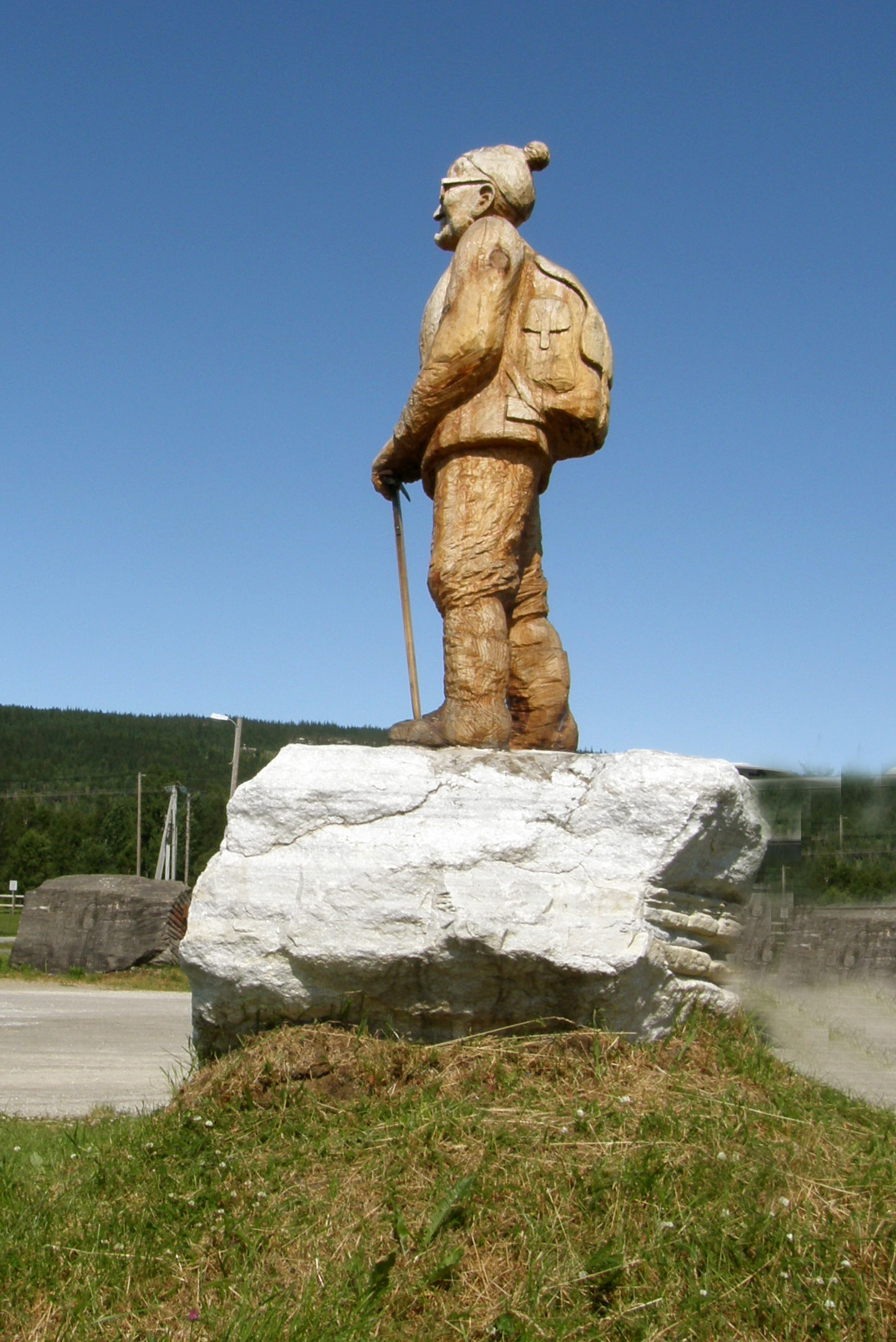
Staty av "Svartiskungen"

Karl Johan Westermark, född 1910, död 1998, var en norsk grovarbetare och fjällförare känd som "Svartiskongen" efter glaciären Svartisen i Nordland fylke. 
Westermark var son till en svensk invandrare som slagit sig ned som torpare i Ytraheia i Rana. Efter att båda föräldrarna avlidit kom han som 15-åring till gården Lillevann i Granvassgrenda. Som vuxen livnärde han sig som vägarbetare och gårdfarihandlare med boplats i en enkel stuga på Hammerneset vid Langvatnet.
Westermark blev riksbekant i Norge då han år 1958, trots ett handikapp efter en olycka i unga år, fick motta Idrottsmärkesstatyetten efter att ha klarat kraven för motionsidrottens främsta utmärkelse. Vidderna vid Langvatnet var hans träningsfält och hans motto var "du kan hvis du vil!"
Karl Johans intresse för Svartisen väcktes sedan han haft uppdrag att lotsa fram en vetenskaplig expedition från Universitetet i Tromsø över glaciären. Efter hand blev han både guide för turister och vägledare för forskningsexpeditioner från engelska universitet. Han fick vänner världen över och det var den svenske författaren Hans Lidman som gav honom namnet "Svartiskungen".
Han gjorde också egna turer över Österdalsbreen för fotografering och observationer och gjorde även varje år egna målningar från området. Hans stora popularitet bekräftades då man år 1979 döpte en tidigare namnlös, 1417 meter hög fjälltopp till Svartiskungen..